# Theater in het oude Griekenland
Het theater in het oude Griekenland wordt gezien als het begin en de basis van de westerse theatergeschiedenis. In het oude Griekenland was theater een van de belangrijke zaken in het dagelijks leven. Het theater in het oude Griekenland was oorspronkelijk een ritueel in de cultus van Dionysos. Het is uit een godsdienstoefening geëvolueerd, waarbij een mannenkoor dithyramben zong ter ere van Dionysos.
De theaters waren in de open lucht daarom werd het ook wel theatron genoemd. De wereld van het Griekse theater was er alleen voor de mannen.

## Thespis [6e eeuw v.Chr.]
Thespis was een koorleider, die ook zelf zijn liederen uitbeeldde. Hij zorgde dus voor een vertoning en werd gezien als de eerste acteur, als de protagonist of hypocritès. Zijn tweede grote bijdrage was het verruimen van de verhaalstof. De liederen waren niet meer louter religieus, maar gingen ook over halfgoden en later zelfs over gewone helden.

## Aischylos (5e eeuw v.Chr.)
Aischylos, die de vader van de tragedie wordt genoemd, voegde een tweede acteur toe, de antagonist, waardoor een dialoog ontstond. Het stuk was nog steeds overwegend een koorzang, maar ze werd af en toe onderbroken door de eigenlijke tragedie. Door de komische elementen uit het theater te halen, vormde hij een scheiding tussen komedie en tragedie.
De werken van Aischylos hadden als thema het conflict tussen de mens en zijn lot. De mens zag de goden als afschrikwekkend. Het verhaal was bij Aischylos niet complex en de personages hadden een eenvoudige psychologie.

## Sophokles (5e eeuw v.Chr.)
Sophokles riep een tritagonist of derde speler in het leven. Hij legde de structuur en de opbouw van het theater vast. Ieder toneelstuk begon met een prólogos, gevolgd door een párodos, de opkomst van het koor en de acteurs. Er waren drie of vijf epeisodia, te vergelijken met bedrijven,  met na ieder epeisodion een stasimon, een koorzang. Na het laatste epeisodion werd het stasimon vervangen door een exodos, een laatste koorzang.
Hij zorgde tevens voor meer evenwicht tussen het verhaal van de tragedie, dat belangrijker wordt, en de zang. Met andere woorden zorgde hij voor meer evenwicht tussen dramatiek en lyriek.
Twee bekende toneelstukken van Sophokles zijn Oedipus en Antigone. In zijn werken is er een conflict tussen de mens en de goden. De goden worden in vraag gesteld, maar de mens komt niet in opstand tegen de goden. Ze stellen zich bijvoorbeeld vragen over het probleem van het lijden. De handelingen worden iets complexer en de psychologie van de personages is beter uitgewerkt.

## Euripides (5e-4e eeuw v.Chr.)
Euripides' belangrijkste bijdrage is het invoeren van een Deus ex machina. Dat is een god die alle handelingen ontwart en ervoor zorgt dat alles op het einde terug op z'n pootjes terechtkomt.
Euripides maakt van het conflict tussen mens en god een conflict tussen mensen. Hij zorgt in Medeia voor een innerlijk conflict, bijvoorbeeld tussen het verstand en passie. Dit maakt van hem de meest "moderne" van de drie. Euripides is eveneens de grondlegger van het moderne drama en zijn personages hebben, zoals in Medeia, een grondig uitgediepte psychologie.

## Conclusie
|                   | Aischylos        | Sophokles                     | Euripides        |
| ----------------- | ---------------- | ----------------------------- | ---------------- |
| belangrijk        | koor en goden    | --------                      | mens en tragedie |
| evenwicht         | --------         | koor, mens, goden en tragedie | --------         |
| minder belangrijk | mens en tragedie | --------                      | koor en goden    |

## Realia in verband met de opvoering, in de 5e eeuw v.Chr.
Realia zijn cultuurhistorisch gebonden begrippen, die per land verschillen. Zij zijn daarom moeilijk te vertalen.

### De opvoeringen
Sinds ca. 500 v.Chr. werd ieder jaar door de overheid van het oude Athene een toneelwedstrijd uitgeschreven, waaraan iedereen mocht deelnemen. Deze wedstrijd maakte onverbrekelijk deel uit van de Grote Dionysia, in maart-april. Alle deelnemende dichters moesten vooraf een tetralogie indienen: drie ernstige stukken, gevolgd door een saterspel. Uit al de inzendingen selecteerde een overheidscommissie drie finalisten.
Op de derde dag van de Dionysia, na loting en beëdiging van de jury, begonnen de opvoeringen, die drie dagen duurden. Iedere dag kwam er een andere finalist aan de beurt. De dichter regisseerde zelf zijn stukken, waarvoor hij gewoonlijk ook de muziek en de choreografie had ontworpen. Sofokles zal op hoge leeftijd breken met de gewoonte om ook zelf te op te treden.
De kosten van de opvoering, zoals het salaris van de acteurs, kostumering en decors, werden door choregen gedragen. Dit waren rijke burgers, die zo een vorm van belasting betaalden. De choreeg en de acteurs deelden in de eer en de beloningen van de zegevierende dichter. Er is bijvoorbeeld een  monument ter ere van de choreeg Lysicrates in de Atheense wijk pláka.
Alle bewaarde tragedies werden voor het eerst in het Diónysos-theater te Athene opgevoerd.  Het bouwwerk, onderdeel van een heiligdom ter ere van Dionysos met tempel, ligt aan de voet van de Akropolis, en bood in de 5e eeuw plaats aan meer dan 15.000 toeschouwers. Pas in latere tijden werden de tragedies ook in andere steden opgevoerd.
Er bestonden daarnaast ook aparte wedstrijden voor komedieschrijvers tijdens de Grote Dionysia, sinds ± 485 v.Chr.

### Openluchttheater
Er waren in het oude Griekenland alleen openluchttheaters. Die openluchttheaters hadden een perfecte akoestiek, die men kreeg door de ze op een plaats te bouwen die zich goed daarvoor leende, zoals in een dal.
Verschillende onderdelen van de Griekse theaters waren:
- eigenlijke théatron, van theásthai toekijken - rijen zitplaatsen in een halve cirkel met vooraan erezetels voor priesters, hoogwaardigheidsbekleders en oud-strijders
- orchèstra, van orcheisthai dansen - cirkelvormige vloer waar het koor zingt en danst, in het midden de thymele, een klein (wierook)altaartje ter ere van Dionysos
- skene: berghok of verkleedruimte, met proskenion - podium waar de acteurs optreden. De wand met eventueel verplaatsbare panelen kan als achtergronddecor dienstdoen.
- parodoi, toegangswegen links en rechts, voor publiek én acteurs

### De acteurs
De wereld van het theater was er eigenlijk alleen voor de mannen, publiek en acteurs waren uitsluitend mannen. De acteurs speelden ook de vrouwenrollen, hetgeen hun vaak een bedenkelijke reputatie bezorgde. Toch was acteren een baan van aanzien, in tegenstelling tot het theater bij de Romeinen.
Uitbundige kostumering gaf de acteurs een plechtige, indrukwekkende gestalte: kleurrijke gewaden, maskers om de stem te versterken, maar waardoor géén mimiek mogelijk was en kothornoi: houten toneellaarzen met hoge zolen.
Gewoonlijk waren er sinds Sophokles drie hoofdpersonages, drie dramatis personae: de protagonist, de antagonist en de tritagonist. De protagonist is degene waar het om draait, de hoofdpersoon, degene met het probleem. De antagonist is de tegenspeler. Het conflict ontstaat door tegengestelde overtuigingen of handelingen tussen deze personages. De tritagonist, ingevoerd door Sophokles, is het personage dat de intrige veroorzaakt.
De drie acteurs speelden vaak meer dan één rol, er waren dus nooit meer dan drie personen per scène tegelijk aanwezig op de bühne. Er deden eventueel wel ook figuranten mee. 

### Het koor
De choreuten vormden het koor. Het waren gewoonlijk 12 à 15 man, verdeeld in sub-groepen van drie of vijf, begeleid door een muzikant, een fluitspeler. De koorleider, de coryfee nam vaak als woordvoerder van het koor deel aan de dialogen.
Het koor is een essentieel element van een Griekse tragedie. Het vervult de rol van een soort ideale toeschouwer, de beschouwende partij die meeleeft met het gebeuren, er op reageert, lucht geeft aan haar gevoelens van vrees, medelijden en hoop of de goden om bijstand bidt.
Tegenover de heroïsche en extreme karakters van de hoofdpersonages speelt het koor de rol van de middelmaat, het maakt dikwijls een indruk van burgerlijke bekrompenheid die heroïsche grootheid niet kan vatten en haar wijsheid en voorzichtigheid tegenover de kordate houding van de helden stelt.
De koorliederen, waarin de poëtische en ideologische bewegingsvrijheid van de auteur bijna onbeperkt was, waren vaak in diepzinnige, lyrische poëzie geschreven. Zij brachten het publiek in de goede sfeer, vergelijk het met de filmmuziek van tegenwoordig, bevatten soms filosofische beschouwingen waarin de tekstschrijver zijn persoonlijke wereldbeeld het best bloot gaf en verschaften het publiek vaak de nodige uitleg.

### De toneelstukken
De Grieken vonden dat een drama zich binnen één etmaal, op één plaats met één bepaalde handeling moest plaatsvinden. Deze eenheid van tijd, plaats en handeling lijkt eerder te zijn ingegeven door praktische overwegingen dan dat het werkelijk als norm gold.
- versmaat:
  - de hoofdpersonages spreken met elkaar in jambische trimeters in gestileerd Attisch[1]
  - alle koorliederen en de lyrische gedeelten in de dialogen zijn in vrij ingewikkelde (koor)lyrische metra dichtvorm, in het Dorisch en worden met muziek- en dansbegeleiding gezongen
- de structuur van een Griekse tragedie, die door Sophokles was ingevoerd, bestond uit een  afwisseling van gesproken en gezongen delen
  1. de prólogos, te vertalen als het eerste bedrijf - gesproken gedeelte voordat het koor de orchèstra heeft betreden
  2. de párodos, het intochtslied van het koor - de choreuten betreden de orchestra en blijven daar tot het einde van de opvoering
  3. het eerste epeisodion, te vergelijken met een bedrijf - een gesproken gedeelte
  4. het eerste stasimon, het eerste standlied - gezongen door het koor, de actie ligt even stil. Er zijn drie tot vijf epeisodia, elk epeisodion wordt door een stasimon gevolgd.
  5. de éxodos, het laatste bedrijf - gesproken gedeelte na het laatste stasimon, op het einde heeft iedereen de orchestra verlaten
- Binnen deze structuuronderdelen komen vaak nog een paar andere begrippen aan bod.
  - Gesproken delen worden soms door een kommos onderbroken, een lyrische beurtzang tussen koor en acteurs, vaak een klaagzang, maar soms ook andere stemmingen.
  - De agon is een groep van tegengestelde toespraken waarin tegengestelde standpunten omtrent hetzelfde probleem worden uiteengezet en verdedigd, bijvoorbeeld dat iemand  schuldig is of niet. De Atheners waren dol op retoriek.
  - De stichomythia is een levendig debat, meestal een ruzie, waarin twee tegenstanders elkaar telkens met één versregel van repliek dienen.
  - Het bodeverhaal is vaak in grootse, poëtische stijl die niet in overeenstemming is met het karakter of de ideeën van de verhaler.

Bloedige gebeurtenissen hebben bijvoorbeeld nooit op het toneel plaatsgevonden.

## Terminologie
|            | huidige naam           | betekenis vroeger                        | betekenis nu                                                                                 |
| ---------- | ---------------------- | ---------------------------------------- | -------------------------------------------------------------------------------------------- |
| skènè      | scène                  | gebouw om zich om te kleden              | 1. podium 2. onderdeel van een bedrijf, afgebakend door het op- of aftreden van acteurs      |
| párodos    | parade                 | 1. zijingang 2. intredelied van het koor | optocht, stoet                                                                               |
| proskènion | proscenium, voortoneel | podium                                   | het deel van het podium, dat zich vóór het doek bevindt                                      |
| theatron   | theater                | tribune                                  | 1. gebouw 2. wat wordt gespeeld 3. het bedrijf, de wereld van theatermakers                  |
| orchèstra  | 1. orkest 2. orkestbak | plaats waar wordt gezongen en gedanst    | 1. groep muzikanten 2. lager gelegen ruimte tussen podium en publiek, waar muzikanten zitten |

|          | griekse stam                                  | huidige betekenis |
| -------- | --------------------------------------------- | --- |
| tragedie | tragos = bok + odè = gezang                   | treurspel |
| bok      | -                                             | 1. Er werden aan het begin van het spektakel bokken geofferd en als prijs uitgedeeld. 2. sater in het gevolg van Dionysos |
| komedie  | komos, de combinatie van feest en odè, gezang | blijspel |
| drama    | drân                                          | 1. toneelstuk 2. erge gebeurtenis                                                                                         |